# Silnice 781 (Izrael)
Silnice 781 (hebrejsky כביש 781‎, Kviš 781) je regionální silnice v Krajot a Dolní Galileji, která spojuje křižovatku Kirjat Chajim u dálnice 4 a křižovatku Morešet u silnice 784. Délka silnice je 16,5 km.

## Trasa silnice
| Kilometr                          | Název                                       | Značení | Lokalita      | Křížení               |
| --------------------------------- | ------------------------------------------- | ------- | ------------- | --------------------- |
| Silnice 781 (od západu na východ) |                                             |         |               |                       |
| 0                                 | křižovatka Kirjat Chajim                    |         | Kirjat Chajim | dálnice 4             |
| 1,5                               | mimoúrovňová křižovatka Ata Cafon           |         | Kirjat Ata    | dálnice 22            |
| 2,5                               | křižovatka bez názvu                        |         | Kirjat Ata    | silnice 780           |
| 6                                 | mimoúrovňová křižovatka Gal'am              |         | Kirjat Ata    | silnice 79            |
| 7,5                               | křižovatka Ablajim                          |         | Šfar'am       | silnice 70            |
| 8,2                               | mimoúrovňová křižovatka Ablajim (plánovaná) |         | Šfar'am       | dálnice 6, silnice 70 |
| 10,5                              | křižovatka bez názvu                        |         | I'billin      | vjezd do I'billin     |
| 14,5                              | křižovatka bez názvu                        |         | Micpe Aviv    | vjezd do Micpe Aviv   |
| 16,5                              | křižovatka Morešet                          |         | Morešet       | silnice 784           |